# Hennersdorf (Dippoldiswalde)
Hennersdorf ist ein Ortsteil der sächsischen Großen Kreisstadt Dippoldiswalde im Landkreis Sächsische Schweiz-Osterzgebirge.

## Geografie
Hennersdorf liegt etwa sechs Kilometer westlich von Schmiedeberg im Osterzgebirge. Der Ort liegt direkt an der Bundesstraße 171, die weiter westlich die von der Wilden Weißeritz gespeiste Talsperre Lehnmühle überquert.

### Nachbarorte
| Röthenbach              | Reichstädt                                  | Sadisdorf   |
| Hartmannsdorf-Reichenau | Kompassrose, die auf Nachbargemeinden zeigt | Niederpöbel |
|                         | Ammelsdorf                                  | Kipsdorf    |

## Geschichte
Das Waldhufendorf wurde 1332 erstmals urkundlich erwähnt. Zu seiner Gründung war Hennersdorf zum „Districtus Frauenstein“ gehörig. Ab 1485 hatten die Pflege Frauenstein und die Pflege Freiberg die Verwaltung inne. Die Grundherrschaft übten um 1550 die Rittergüter Dippoldiswalde und Frauenstein aus. 1569 war das Amt Dippoldiswalde für die Verwaltung zuständig, ab 1764 lag die Verwaltungszugehörigkeit hauptsächlich beim Amt Frauenstein. Von 1856 bis 1875 gehörte Hennersdorf dem Gerichtsamt Frauenstein an, später der Amtshauptmannschaft Dippoldiswalde. 1900 betrug die Fläche der Gemarkung 834 Hektar. Die Bevölkerung Hennersdorfs teilte sich 1925 in 467 evangelisch-lutherische Einwohner und drei Katholiken auf. Das Kriegerdenkmal der Gefallenen im Ersten Weltkrieg wurde vom Frauensteiner Bildhauer Otto Stein gefertigt und ist am 25. Juni 1922 geweiht. Bei der Flutung der Talsperre Lehnmühle versank Anfang 1932 die zu Hennersdorf gehörende Kreherschmiede in den Fluten.
Im Jahr 1952 wurde Hennersdorf als eigenständige Gemeinde Teil des Kreises Dippoldiswalde, der 1994 in den Weißeritzkreis überging. Am 1. Januar desselben Jahres schlossen sich Hennersdorf, Ammelsdorf, Sadisdorf und Obercarsdorf zur neuen Gemeinde Obercarsdorf zusammen. 2001 wurde diese nach Schmiedeberg eingemeindet. 2007 begingen die Hennersdorfer Einwohner das 675-jährige Bestehen ihres Ortes. Hennersdorf wurde im August 2008 Teil des aus dem Landkreis Sächsische Schweiz und dem Weißeritzkreis gebildeten Landkreises Sächsische Schweiz-Osterzgebirge. Seit dem 1. Januar 2014 gehört Hennersdorf zu Dippoldiswalde.

### Entwicklung der Einwohnerzahl
Entwicklung der Einwohnerzahl Hennersdorfs:
| Jahr | Einwohner                                |
| ---- | ---------------------------------------- |
| 1551 | 37 besessene Mann, 52 Inwohner           |
| 1764 | 30 besessene Mann, 6 Gärtner, 22 Häusler |
| 1834 | 488                                      |
| 1871 | 509                                      |
| 1890 | 518                                      |
| 1910 | 490                                      |
| 1925 | 474                                      |
| 1939 | 434                                      |
| 1946 | 634                                      |
| 1950 | 656                                      |
| 1964 | 530                                      |

| Jahr | Einwohner |
| ---- | --------- |
| 1990 | 501       |
| 2006 | 449       |
| 2007 | 443       |
| 2008 | 443       |
| 2009 | 437       |
| 2010 | 429       |
| 2011 | 424       |
| 2012 | 408       |
| 2013 | 415       |
| 2014 | 417       |
| 2015 | 447       |

| Jahr | Einwohner |
| ---- | --------- |
| 2016 | 445       |
| 2017 | 453       |
| 2020 | 429       |

## Kirche

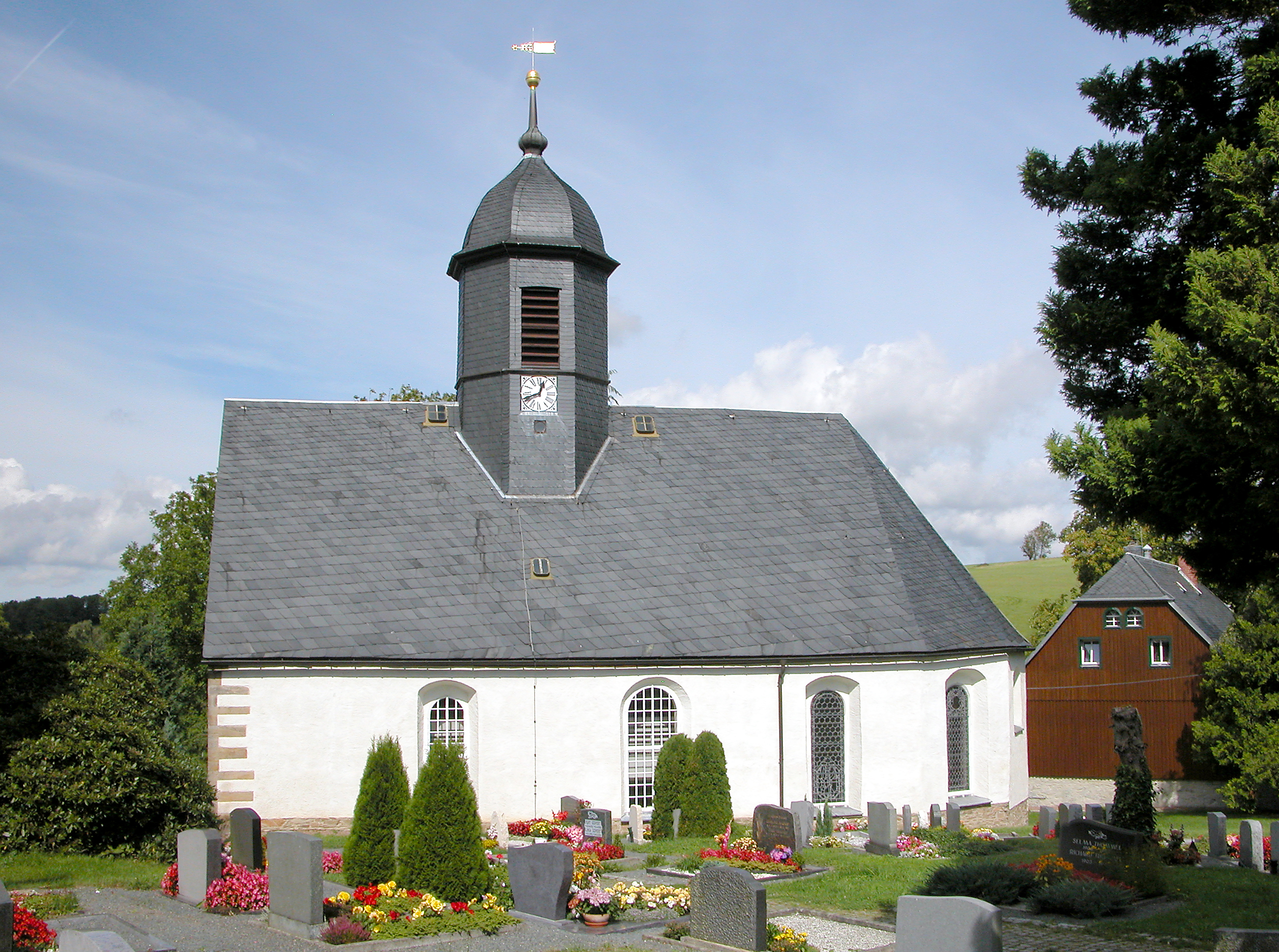
St.-Katharina-Kirche Hennersdorf

Die St.-Katharina-Kirche wird 1346 erstmals erwähnt. Der Kirchturm wurde 1685 neu erbaut und der Turmknopf 1723 erneuert. Aus dem Älteren um 1520 von dem Meister der gleichen Altäre wie in der Kirche Seifersdorf und Höckendorf stehenden wurde der Kanzelaltar im 17. Jahrhundert geschaffen. Der Taufstein stammt aus dem Jahre 1557, das zinnerne Taufbecken von 1691. Nach einem Blitzeinschlag 1846 sind Teile des Innenraums 1850 und die Orgel 1852 welches gleiches Schicksal ereilte vom Orgelbaumeister Stöckel aus Dippoldiswalde geschaffen. Ein weiterer Blitzeinschlag 1850 traf den neuen Blitzableiter, welcher einen weiteren großen Schaden verhinderte.

## Bedeutende Persönlichkeiten des Ortes
- Johann Georg Ehrlich (* 13. Oktober 1676 in Hennersdorf; † 8. Februar 1743 in Dresden; auch Johann George Ehrlich), Kaufmann und Ratsherr in Dresden und Stifter des nach ihm benannten Ehrlichschen Gestifts